# Абди Ипекчи арена
Абди Ипекчи арена (тур. Abdi İpekçi Arena) била је вишенаменска дворана која се налазила у Истанбулу (Турска). Дворана је пројектована 1979, а у употреби је од 1989. године. Назив је добила по Абдију Ипекчију (1929—1979), чувеном турском новинару и борцу за људска права.
Дворана је имала капацитет од 12.270 места, а користи се за одржавање спортских догађаја, концерата и конгреса.
2017. је била затворена, а годину касније срушена. На његовом месту биће изграђен центар за тренинг и извођење кошарке.
Ова дворана је била домаћи терен кошаркашких клубова Анадолу Ефес и Галатасарај.

## Значајнији догађаји
- Кошарка:
  - 1992: Фајнал фор ФИБА Евролиге 1991/92.
  - 1995: Финале ФИБА Европског купа 1994/95.
  - 2001: Европско првенство - завршна фаза
  - 2010: Светско првенство
  - 2014: Светско првенство за жене
  - 2017: Европско првенство
- Одбојка:
  - 2009: Европско првенство за мушкарце
- Пливање:
  - 2009: Европско првенство у малим базенима
- Џудо:
  - 2011: Европско првенство
- Музика:
  - 2004: Песма Евровизије